# 李璋煜
李璋煜（1784年—1857年），字方赤，又字礼南，号月汀，山東諸城人，清朝政治人物，進士出身。

## 生平
嘉慶二十五年（1820年）登庚辰科進士，授刑部主事，升迁四川司郎中。道光十七年（1837年）任江苏常州府知府，兼署扬州府。力除陋俗，大力提倡节俭。后任江宁府知府，廢止漕運陋規之会茶费。移官苏州府知府。又调任广东惠潮嘉道，當時潮州人好赌，妇女加入“花会”，男的“逞忿械斗”，社会风气败坏。李璋煜上任後即將匪首曾阿三、黄悟空等法辦，当地人稱“治潮者，前有韩昌黎，今惟璋煜一人”。歷官浙江按察使、转广东按察使、升广东布政使。晚年歸里，闭门谢客。陈官俊之子陳介祺是其女婿。主持校勘桂馥之《说文解字义证》。

## 家族
兄李仁煜，字書山，號溪亭，清朝藏書家、鑒賞家、金石學家。